# Special purpose acquisition company
Un ou une SPAC (de l’anglais special-purpose acquisition company, en français « société d'acquisition à vocation spécifique ») est une société sans activité opérationnelle (une sorte de coffre rempli d'un argent dont on ignore encore à quoi il sera utilisé) lors de son introduction en bourse, et dont les titres sont émis sur un marché boursier en vue d'une acquisition ou d'une fusion future dans un secteur particulier et avant une échéance déterminée. La SPAC permet donc de lever des fonds auprès du marché des actions sans proposer de plan d'affaires prévisionnel (business plan). 
Dans la mesure où les SPAC sont des sociétés cotées, n'importe quel investisseur peut acheter leurs actions avant la réalisation de l'opération. Ceci explique leur popularité auprès des petits porteurs, et pour cette raison, elles sont qualifiées dans la presse anglophone de « capital-investissement du pauvre ».
L'analyse des retours sur investissement des SPAC montre que ces derniers sont quasi-uniformément négatifs, même si les investisseurs entrés dans les premières phases de financement peuvent, quant à eux, obtenir des rendements importants.

## Mécanisme
Les SPAC peuvent être créés sous des formes sociales diverses, à condition que la forme choisie leur permette de faire admettre leurs titres à la négociation sur un marché financier. Ils sont gérés par leurs fondateurs, appelés sponsors, qui sont censés disposer d'une expertise particulière dans leur secteur d'activité,. Leur connaissance du secteur en question doit leur permettre d'identifier des cibles que le véhicule d'investissement pourra acquérir ; elle doit aussi leur permettre de recruter une équipe de management susceptible de maximiser la valeur actionnariale pouvant être retirée de la cible,. L'objet de la société nouvellement créée, qui n'est pour l'instant qu'une coquille vide (shell firm), est de fusionner avec une société non cotée. Les fondateurs acquièrent à un prix largement décoté un bloc d'actions de préférence, appelé promote, qui permet de décorréler les sommes qu'ils apportent et la part du capital qu'ils reçoivent,. L'apport des sponsors permet de financer les frais de création et de fonctionnement du SPAC. Généralement, les sponsors apportent entre 1 et 5% du total des souscriptions, pour recevoir en retour 20 à 30% du capital.
La société est ensuite introduite en bourse sur une place financière (NYSE, Euronext, Borsa Italiana...). Dans la grande majorité des cas, cette introduction initiale n'est ouverte qu'à des investisseurs institutionnels, avec un ticket d'entrée d'au moins 100 000 euros, afin de permettre aux fondateurs d'identifier aisément les autres investisseurs et de garantir la stabilité de l'actionnariat. Les capitaux ainsi levés sont mis sous séquestre ou placés sur des actifs sans risque,. L'introduction en bourse initiale entraîne une dilution importante des actionnaires non fondateurs, en raison du promote décrit précédemment. Cependant, ces nouveaux actionnaires, contrairement aux fondateurs, disposent d'une faculté de retrait. Ainsi, si à l'échéance du SPAC aucune cible n'a été trouvée, ou si une opération a lieu mais que l'actionnaire ne souhaite pas y participer, il peut demander à être remboursé de son apport initial,.
Un SPAC est généralement créé pour une durée de deux ans. Si le SPAC parvient à identifier une société cible, il fusionne avec elle au terme d'un processus qualifié d'Initial Business Combination (IBC) ou de-SPAC-ing. Les actionnaires du SPAC décident alors soit d'approuver l'opération, soit d'exercer leur faculté de retrait. Si les capitaux levés par le SPAC au cours de son existence sont insuffisants pour financer l'acquisition envisagée à eux seuls, il est possible de s'endetter ou d'organiser une augmentation de capital, à laquelle pourront participer toutes les parties prenantes (fondateurs, autres actionnaires du SPAC, actionnaires de la cible, fonds d'investissement). Si aucune société cible n'a été identifiée dans le délai imparti, le SPAC est liquidé et les sommes qu'il a collectées sont restituées aux porteurs, déduction faite des frais de création et de gestion. Dans une telle hypothèse, les fondateurs sont généralement les derniers à être remboursés,.

## Valorisation
La valorisation des actions d'un SPAC se fonde sur les options d'achat et de vente. En fonction des caractéristiques de l'instrument, il faudra utiliser le modèle Black-Scholes, le modèle binomial ou la méthode de Monte-Carlo.

## Histoire
Les précurseurs des SPAC sont les blind pools, des sociétés chèques en blanc apparues à New York dans les années 1980. À la différence des SPAC, ces sociétés n'indiquaient pas à leurs investisseurs dans quels secteurs elles souhaitaient investir, et ne leur offraient pas de droit de retrait. 
L'essor des SPAC à proprement parler a commencé aux États-Unis dans les années 1990, et au milieu des années 2000 en Europe, où ils demeurent bien moins fréquents. Les premiers SPAC sont apparus dans les secteurs des nouvelles technologies, de la santé, de la logistique, des médias, de la vente au détail et des télécommunications. Leur origine est étroitement liée à l'histoire de la banque GKN Securities, et de ses fondateurs David Nussbaum, Roger Gladstone et Robert Gladstone. À partir de 2003, en raison de la baisse des taux consécutive aux attentats du 11 septembre et à la guerre d'Irak, les SPAC se sont étendus à de nouveaux secteurs tels que l'armement, les biens de consommation, l'énergie, la construction et les services financiers. La multiplication des hedge funds et l'augmentation généralisée de la masse des actifs sous gestion, alors que les rendements des obligations demeuraient faibles, a conduit de plus en plus d'investisseurs à s'orienter vers les SPAC. 
Le premier SPAC européen, Pan-European Hotel Acquisition Company, a vu le jour en juillet 2007, sur Euronext Amsterdam, et a levé environ 115 millions d'euros. Il a ensuite été suivi, en janvier 2008, par Liberty International Acquisition Company, qui a levé 600 millions d'euros.  
|                                         | 2013 | 2014 | 2015 | 2016 | 2017 | 2018 | 2019 | 2020 |
| --------------------------------------- | ---- | ---- | ---- | ---- | ---- | ---- | ---- | ---- |
| Montants levés aux Etats-Unis (mds USD) | 1,0  | 1,5  | 4,5  | 4,0  | 11,0 | 12,0 | 14,0 | 83,0 |
| Nombre de SPAC créés aux Etats-Unis     | 10   | 12   | 20   | 13   | 34   | 46   | 59   | 248  |
| Montants levés en Europe (mds EUR)      | 0,7  | 0,0  | 0,4  | 0,4  | 3,5  | 1,2  | 0,3  | 0,5  |
| Nombre de SPAC créés en Europe          | 5    | 0    | 4    | 4    | 24   | 13   | 8    | 6    |

## Intérêt pour les parties prenantes

### Fondateurs

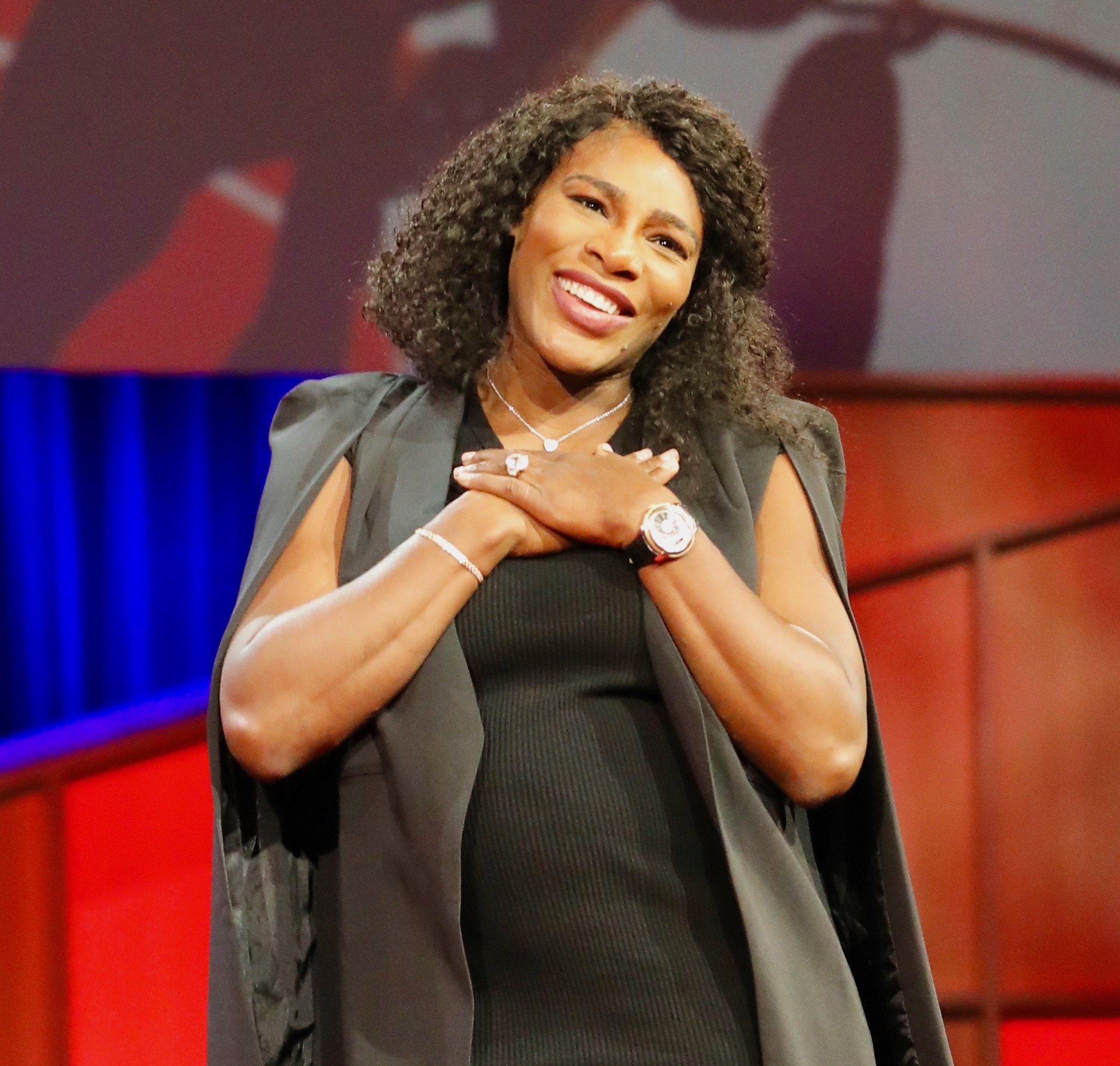
Serena Williams a rejoint le conseil d'administration d'un SPAC, Jaws Spitfire Acquisition Corp, qui a fait entrer Velo3D Inc en bourse en 2021.

L'équipe dirigeante d'un SPAC est généralement composée de managers expérimentés, avec une certaine connaissance du capital-investissement et des fusions-acquisitions. Le SPAC permet à ces derniers d'être projetés à des fonctions de direction, et de mettre en valeur leur expertise. Par ailleurs, puisque les fondateurs d'un SPAC reçoivent environ 20% du capital, cette fonction est particulièrement rémunératrice si l'opération réussit. Certains investisseurs professionnels semblent se spécialiser dans ce domaine, à l'image de Bill Ackman, dont l'un des SPAC a fusionné avec Burger King,.
La création d'un SPAC peut aussi permettre à des investisseurs réputés, ou même à des sportifs et artistes célèbres, de monétiser leur image, surtout aux États-Unis. À titre d'illustration, Jennifer Lopez, Serena Williams, Colin Kaepernick et Naomi Osaka ont déjà affiché leur intérêt comme sponsors ou investisseurs.

### Investisseurs
Dans une période de taux bas, voire négatifs, comme au cours de la décennie 2010 en Europe et aux États-Unis, les SPAC offrent aux investisseurs institutionnels ayant pris part à l'IPO initiale la possibilité de dégager des rendements importants (en cas de succès de l'opération d'acquisition) tout en limitant fortement le risque de perte en capital (du fait du mécanisme de retrait au prix de souscription, après déduction des frais de fonctionnement du SPAC),. 
Grâce aux SPAC, des investisseurs qui n'achèteraient d'habitude que des actions de sociétés cotées, à l'image de la plupart des petits porteurs, peuvent acquérir un produit dont les performances sont proches de celles du capital-investissement, tout en étant plus liquide. Les SPAC permettent de plus une certaine diversification du portefeuille, en particulier vers des secteurs où les cotations sont rares et les investisseurs nombreux (comme pour les nouvelles technologies). 
Puisque par construction, la société éventuellement acquise ne procède pas à une IPO ou une cotation directe, l'achat de parts de SPAC permet aussi aux investisseurs d'empocher la prime de liquidité qui se matérialise la première fois qu'une entreprise accède à la cotation. 
Enfin, si l'équipe de management installée dans la cible parvient à dégager encore plus de valeur actionnariale que le marché ne l'avait anticipé au moment de la fusion, les investisseurs peuvent réaliser d'importantes plus-values. 
Ces diverses caractéristiques expliquent que les banques dites Bulge Bracket s'intéressent de plus en plus aux SPAC. Ainsi, Cantor Fitzgerald & Co. et Deutsche Bank ont participé à la création de 30 SPAC entre 2015 et 2019. Citigroup, Crédit suisse, Goldman Sachs et Bank of America ont, elles aussi, développé une importante pratique en la matière. Les fonds d'investissement tels que TPG, Riverstone ou THL ont, eux aussi, tendance à augmenter leur exposition aux SPAC. Il résulte de cet engouement que la grande majorité des parts de SPAC sont détenues par des hedge funds ou des investisseurs institutionnels, qui effectuent très peu de transactions sur leurs actions. Les statuts des SPAC ou des pactes d'actionnaires peuvent empêcher ces grands investisseurs d'exercer leur droit de retrait pour plus de 20% de leur position, afin de garantir la stabilité de l'actionnariat. 
En injectant de l'argent dans une SPAC, un investisseur donne sa confiance à l'animateur de la SPAC. C'est la raison pour laquelle les SPAC reposent souvent sur des entrepreneurs reconnus, ou des célébrités.  

### Sociétés cibles
Pour les sociétés cibles, les SPAC sont une manière de s'introduire en bourse, moins coûteuse, moins incertaine et plus rapide qu'une IPO classique ou qu'une cotation directe. En effet, une opération de fusion avec un SPAC dure 3 ou 4 mois, contre 6 à 12 mois pour une IPO. Elles sont également une manière de bénéficier de l'expertise et du réseau des sponsors,.
Par ailleurs, comme dans toute opération de fusion-acquisition, l'ensemble ou du moins la grande majorité de la création de valeur projetée du fait de l'opération (appelée synergies) échoit aux actionnaires de la cible. En effet, le prix auquel le SPAC proposera aux actionnaires de la cible de racheter leurs titres intégrera déjà les synergies. Ce sont donc ces derniers, et non les actionnaires du SPAC, qui récupèrent ce surplus, tel qu'estimé au jour de l'opération.

## Risques
En investissant dans une SPAC, le souscripteur achète avant tout une promesse, avec toutes les incertitudes que cela comporte. Même si les actionnaires sont traditionnellement consultés au moment de réaliser l'acquisition, la visibilité sur cette acquisition à venir est faible au moment de l'introduction. 

### Performance décevante
Dans une étude de 2020 sur le sujet, la banque d'affaires Goldman Sachs estime qu'en moyenne, une fois la fusion effectuée, la performance à 3, 6 et 12 mois des SPAC américains est inférieure à celle des indices S&P 500 et Russell 2000. Derrière cette moyenne, les rendements de chaque SPAC sont fortement variables. En cause, la banque évoque le fait que les SPAC se focalisent généralement sur des secteurs dans lesquels les valorisations peuvent être déconnectées des fondamentaux, ce qui se traduit par un prix d'achat élevé. 

### Spéculation excessive
En mars 2020, Bloomberg rapporte qu'Allison Lee, présidente par intérim de la SEC (Securities and Exchange Commission, l'organisme fédéral américain de réglementation et de contrôle des marchés financiers, souvent qualifié de « gendarme de la bourse américaine »), a déclaré que « les retours sur investissement ne correspondent pas au battage médiatique entourant la bulle SPAC ».
Début 2021, le montant investi dans les SPAC est en très forte augmentation, au point que certains analystes, critiques, voient là un signe de bulle spéculative, et l'équivalent d'un instrument induisant des chèques en blanc,. Warren Buffett, investisseur de renom, critique en mai de la même année l'emballement pour les SPAC.

### Similitudes avec un système de Ponzi
Des parallèles sont parfois dressés entre les SPAC et les systèmes de Ponzi,, même si à la différence de ces derniers, les SPAC ne sont pas frauduleux par essence. La principale similitude tient au fait que les premières phases de financement des SPAC ne sont ouvertes qu'à un cercle restreint d'investisseurs, qui obtiennent une fraction du capital disproportionnée au vu leurs apports, et écoulent ensuite leurs titres au fil de l'eau, à des investisseurs moins expérimentés et massivement dilués,.

## Les SPAC par pays

### États-Unis
Aux États-Unis, les SPAC représentent en 2020 la moitié du marché des IPO. Les valeurs technologiques représentent 32% des levées de fonds, très loin devant la santé et les biens de consommation, à 8% chacun. Une part significative des SPAC américaines n'est pas affectée à un secteur en particulier.
En ce qui concerne la régulation, les SPAC doivent s'enregistrer auprès de la SEC à l'aide d'un formulaire S-1 (ou F-1 pour les émetteurs étrangers), sous le code SIC numéro 6770, correspondant aux sociétés dites « chèques en blanc ». À cette occasion, les SPAC doivent dévoiler leur gouvernance, leur ciblage par secteur et par zone géographique, l'identité de l'équipe de management, la répartition du capital, les conflits d'intérêts potentiels ainsi que les différents facteurs de risque. Les SPAC listés sur le NYSE doivent par ailleurs se conformer à la loi Sarbanes-Oxley, qui exige en particulier la nomination d'administrateurs indépendants et la création d'un comité d'audit et d'un comité des rémunérations.
Dans le pays, certains SPAC connaissent un engouement spectaculaire. Il en va ainsi de Digital World Acquisition Corp, véhicule d'investissement dédié aux médias, aux nouvelles technologies et au numérique, qui annonce le 20 octobre 2020 son intention de fusionner avec Trump Media & Technology Group, société détenue par Donald Trump et chargée du développement du réseau Truth Social,,. Le cours du titre est multiplié par plus de 13 entre le 20 et le 22 octobre, passant de 9,96 dollars à 131,90 dollars.
Parmi, les SPAC les plus vues, mentionnons celle de SofBank Vision Fund, dénommée SVF II Strategic Investments AIV LLC, ayant notamment acquis en France, la société Balyo,.

### France

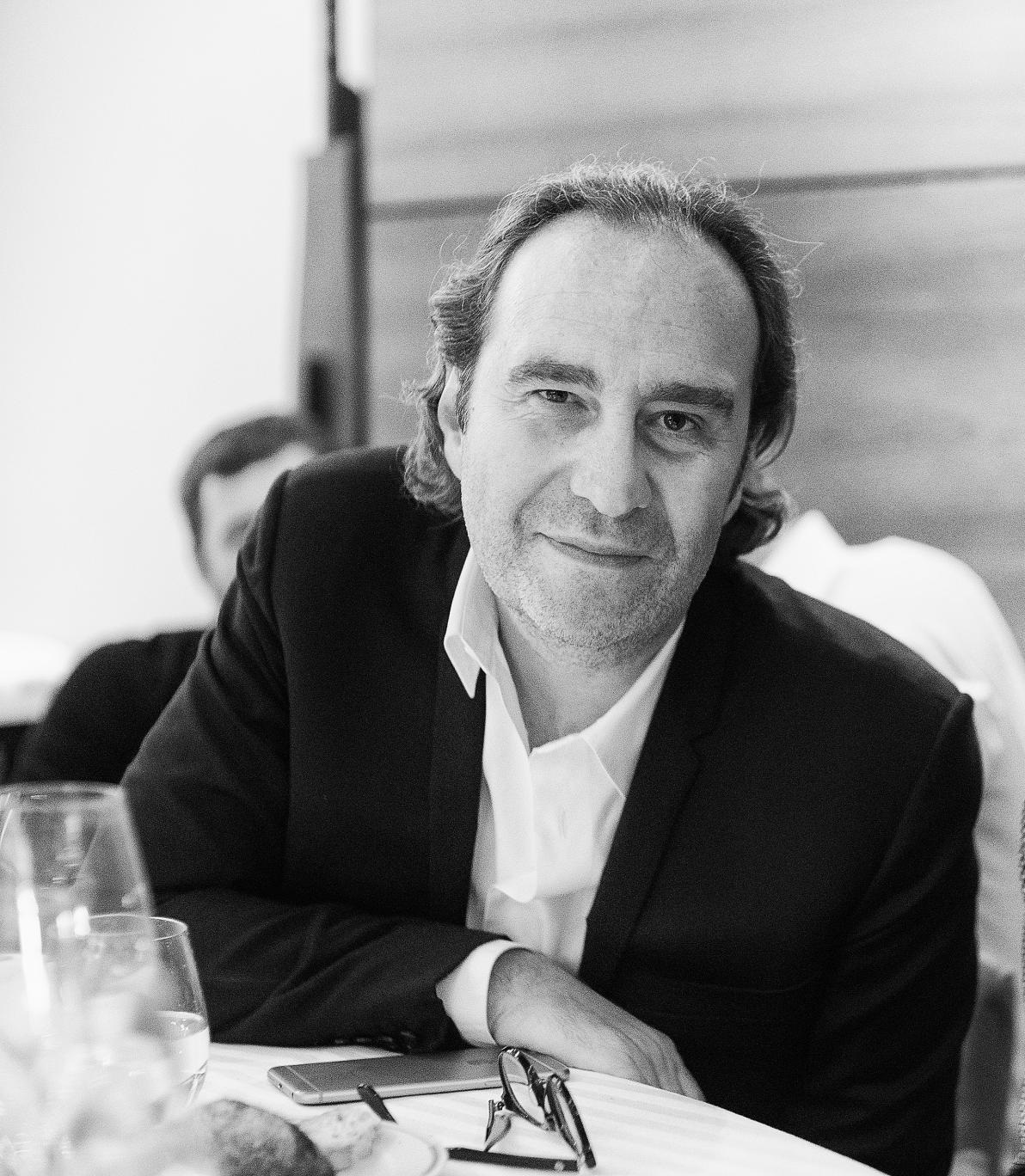
Xavier Niel, entrepreneur français, a sponsorisé deux SPAC, en 2016 et 2020.

Le premier SPAC coté sur Euronext Paris est Mediawan, fondé par Pierre-Antoine Capton, Xavier Niel et Matthieu Pigasse. Doté de 250 millions d'euros, il a été introduit en bourse en avril 2016. Les fonds collectés par Mediawan lui servent à racheter le Groupe AB en 2017.

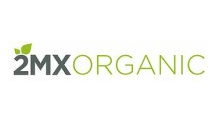
Logo de 2MX Organic.

Le deuxième SPAC français est 2MX Organic, créé fin 2020 par Xavier Niel et Matthieu Pigasse et placé sous la direction de Moez-Alexandre Zouari. Il a comme objectif d'investir dans des entreprises de commerce de détail, avec un fort accent sur la durabilité et les produits biologiques.
En juin 2021, Xavier Caïtucoli lance un SPAC intitulé Transition, dédié à la transition énergétique,. Il lève 215 millions d'euros en bourse. 
En juillet 2021, Matthieu Pigasse et François-Henri Pinault participent au lancement de la SPAC I2PO dotée de 300 millions d'euros et ciblant le secteur du divertissement en Europe.
Presque en même temps que Transition, DEE Tech lève 165 millions d'euros.
Le 20 mai 2021, le groupe Accor devient le premier industriel européen à lancer un SPAC, dédié à l'investissement dans l'hôtellerie, secteur frappé de plein fouet par le coronavirus. La société, appelée Accor Acquisition Company, est cotée à Euronext Paris et dirigée par Amir Nahai. L'objectif d'Accor est d'acquérir des cibles à bas prix pour maximiser la création de valeur.
Eureking, créé le 16 mars 2022, présidé par Gérard Le Fur et dirigé par Michael Kloss, a pour but de prendre des participations dans la production de médicaments biologiques. Une levée de fonds initiale en bourse de 150 millions d'euros doit être suivie d'une autre de 200 à 500 millions d'euros,.
En septembre 2022, la SPAC française eureKING annonce qu'elle a obtenu le label TIBI, cette initiative du gouvernement français qui permet aux entreprises technologiques dotées de ce label d'accéder à 6 milliards d'euros de fonds d'amorçage provenant de 21 grands investisseurs institutionnels français, dont le montant est estimé à plus de 18 milliards d'euros en 2022.
Dans ces SPAC, la part du capital reçue par les fondateurs, parfois qualifiée dans la presse de commission, est habituellement de 20 % du montant levé au moment du rachat.

### Pays-Bas
En 2021, Bernard Arnault, grande fortune française, a fondé avec Jean-Pierre Mustier et le fonds Tikehau Capital un SPAC coté sur Euronext Amsterdam, appelé Pegasus. Ce SPAC est dédié à des acquisitions dans le secteur des services financiers.
Les Pays-Bas accueillent par ailleurs EFIC1, SPAC focalisé sur le secteur des fintechs, et souhaitant effectuer des acquisitions en Europe continentale, au Royaume-Uni ou en Israël.
En Europe, les Pays-Bas sont un lieu propice à la création de SPAC, en raison de leur proximité avec les pays anglo-saxons, de leur accès à l'épargne des membres de la zone euro, et de leur fiscalité relativement avantageuse pour les entreprises.

### Royaume-Uni
En mars 2021, un rapport rédigé par Jonathan Hill, et destiné au Chancelier de l’Échiquier, dresse une liste de recommandations visant à rendre la place de Londres plus attractive pour les SPAC. L'une des propositions consiste à diminuer la fraction du capital ouverte à la négociation de 25 à 15%.